# Айн-Темушент (вилайет)
Айн-Темушент (араб. ولاية عين تموشنت‎) — вилайет в северо-западной части Алжира.
Административный центр вилайета — город Айн-Темушент.

## Географическое положение
Вилайет Айн-Темушент расположен на побережье Средиземного моря в горах Телль-Атлас, недалеко от границы с Марокко.
Айн-Темушент граничит с вилайетами Оран на северо-востоке, Сиди-Бель-Аббес на юго-востоке и Тлемсен на юго-западе.

## Административное деление
Вилайет разделен на 8 округов и 28 коммун.

### Округа

Округа вилайета Айн-Темушент.

| № на карте | Округ                                   | Число коммун |
| ---------- | --------------------------------------- | ------------ |
| 1          | Айн-эль-Арбаа (Aïn El Arbaa)            | 4            |
| 2          | Айн-Кихаль (Ain Kihal)                  | 4            |
| 3          | Айн-Темушент (Aïn Témouchent)           | 2            |
| 4          | Бени-Саф (Beni Saf)                     | 3            |
| 5          | Эль-Амрия (El Amria)                    | 5            |
| 6          | Эль-Малах (El Malah)                    | 4            |
| 7          | Хаммам-Бу-Хаджар (Hammam Bou Hadjar)    | 4            |
| 8          | Ульхача-эль-Гераба (Oulhaça El Gheraba) | 2            |